# Juan García Loaysa
Juan García Loaysa, O.P., španski dominikanec, škof, nadškof in kardinal, * 1478, Talavera de la Reina, † 22. april 1546, Sevilla.

## Življenjepis
8. junija 1524 je bil imenovan za škofa Osme; 29. septembra je prejel škofovsko posvečenje.
9. marca 1530 je bil povzdignjen v kardinala.
23. februarja 1532 je bil imenovan za škofa Sigüenze, 21. maja 1539 pa za nadškofa Seville.